# Diễn Hoàng (nhà Thanh)
Diễn Hoàng (chữ Hán: 衍潢; 1691 – 1771) là một hoàng thân của nhà Thanh trong lịch sử Trung Quốc, người thừa kế 1 trong 12 tước vị Thiết mạo tử vương.

## Cuộc đời
Diễn Hoàng sinh vào giờ Thìn, ngày 8 tháng 5 (âm lịch) năm Khang Hi thứ 30 (1691), trong gia tộc Ái Tân Giác La. Ông là con trai thứ sáu của Hiển Mật Thân vương Đan Trăn, mẹ ông là Trắc Phúc tấn Phú Sát thị (富察氏). Năm Khang Hi thứ 41 (1702), phụ thân ông qua đời, ông được thế tập tước vị Hiển Thân vương (显親王) đời thứ 3, tức Túc Thân vương đời thứ 4. Năm Ung Chính thứ 8 (1730), ông được giao quản lý sự vụ Ung Hòa Cung. Năm Càn Long nguyên niên (1736), ông nhậm chức Tổng quản Tương Bạch kỳ Giác La học (总管镶白旗觉罗学). Năm thứ 36 (1771), ngày 29 tháng 12 (âm lịch), ông qua đời, thọ 81 tuổi, được truy thụy Hiển Cẩn Thân vương (显謹親王).
Lúc sinh thời ông không có con, nên tước vị sẽ do Uẩn Trứ – con trai thứ ba của Phụ quốc Tướng quân Bái Sát Lễ (拜察禮) – con trai thứ năm của Hiển Khác Thân vương Phú Thụ thế tập. Ông là vị Thiết mạo tử vương sống thọ nhất (thọ 81 tuổi) và có thời gian tại vị lâu nhất lịch sử nhà Thanh với 69 năm.

## Gia quyến
- Đích Phúc tấn: Bác Nhĩ Tế Cát Đặc thị (博爾濟吉特氏), con gái của Ba Lâm bộ Trát Tát Khắc Đa La Quận vương Cố Luân Ngạch phò Ô Nhĩ Cổn cùng Cố Luân Vinh Hiến Công chúa.

## Mộ địa
Hiện tại, mộ phần của ông vẫn còn được gìn giữ tại Bắc Kinh (Trung Quốc). Ban đầu, khu mộ địa rộng tổng cộng 7000 mét vuông, xây dựng có cửa cung, viên tường bi lâu, phong nghỉ, hưởng điện, bảo đính. Trong đó có bảo đính dùng đại phương thạch đắp lên.